# Opoku Afriyie
Opoku Afriyie (ur. 29 stycznia 1945 w Akrze, zm. 29 marca 2020) — ghański piłkarz, występujący na pozycji napastnika, reprezentant kraju. Grał jako napastnik w klubie Asante Kotoko i w reprezentacji Ghany. Pełnił funkcję managera Asante Kotoko.